# Abimeleque de Gerar
Abimeleque (em hebraico: אֲבִימֶלֶך; romaniz.: Aviméleḵ, ʼAḇîmélek; lit. "O Pai é rei" ou "O rei é o Pai") era o rei filisteu de Gerar (a atual Tel Abu Hureirá ou Tel Jemé), nos dias de Abraão e Isaque. Pode-se tratar de um título que distinguia os governantes filisteus, como Faraó, no Egito, e não ser um nome pessoal.

## Identificação
Nas cartas de Amarna, é possível ver que há um rei chamado Abimilqui, um rei de Tiro no século XIV a.C., que poderia ser um outro nome para Abimeleque, mas provavelmente não recebia um título de rei filisteu.

## Biografia

### Abimeleque e Abraão

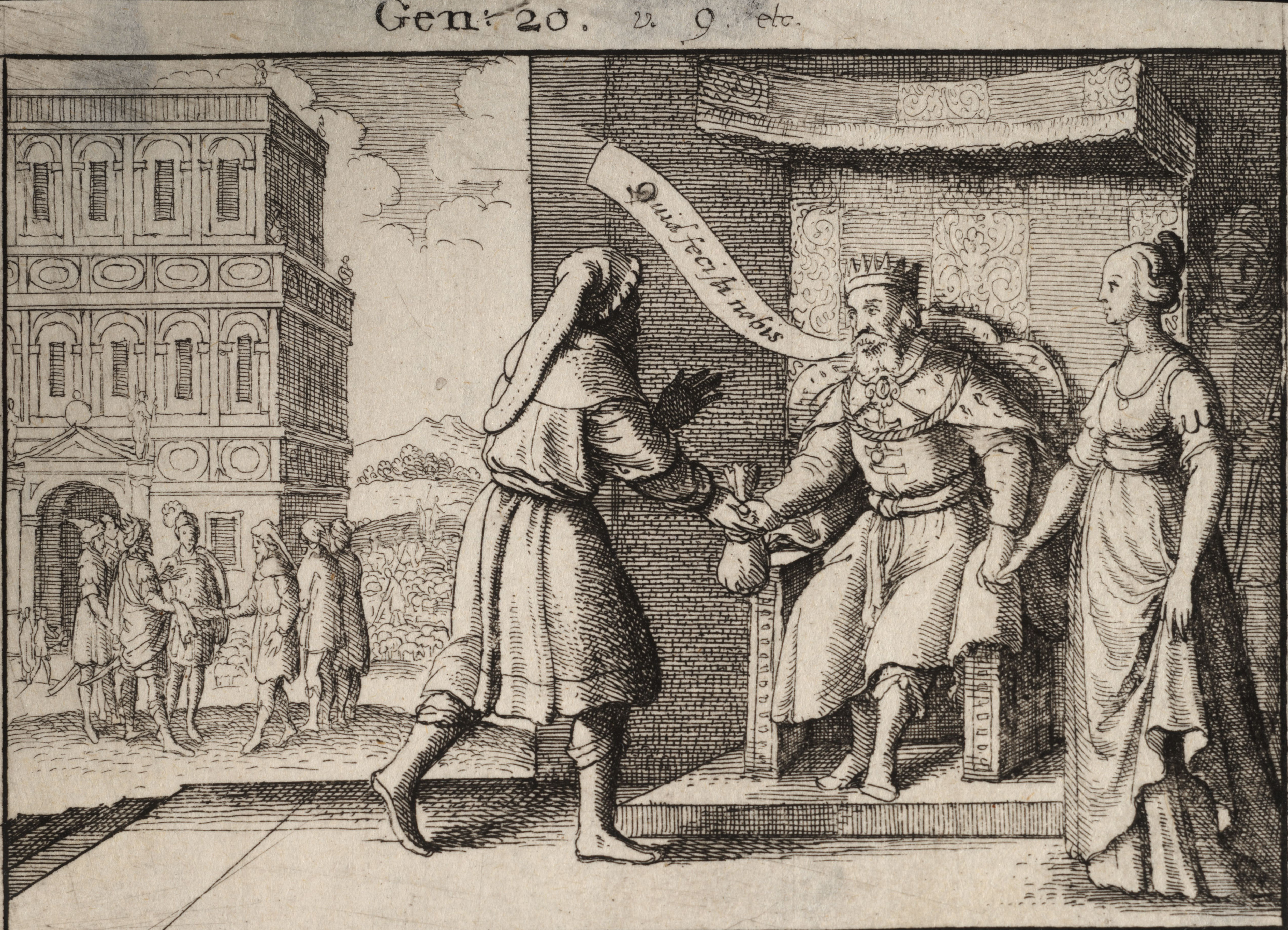
Abimeleque repreendendo Abraão. Ilustração de Václav Hollar.

Abimeleque apaixonou-se por Sara que era esposa de Abraão e resolveu tomá-la como esposa, após Abraão dizer que era sua irmã. Este fato demonstra o poder dos antigos reis, que podiam fazer o que quisessem e com quem quisessem - incluindo as mulheres do local ou qualquer uma que passasse pelo seu território. Porém, Abimeleque foi advertido por Deus para não tocá-la, fazendo-o conhecer que Abraão era um Profeta e que Sara era sua esposa. O motivo de Abraão ter feito tal coisa foi o medo de ser morto por Abimeleque, pois um irmão não representaria um grande impedimento para que Sara fizesse parte do harém real. Abimeleque após saber disso devolveu Sara para Abraão e ainda mandou-lhe presentes. Contudo, aproveitou para repreender Abraão, e reparar o dano moral ocorrido a sua esposa Sara. Alguns anos depois, os servos de Abraão e de Abimeleque discordaram a respeito de alguns poços, tendo sido firmado um pacto à beira do poço chamado Bersebá (fonte de sete ou do juramento), para terminar com o conflito.

### Abimeleque e Isaque

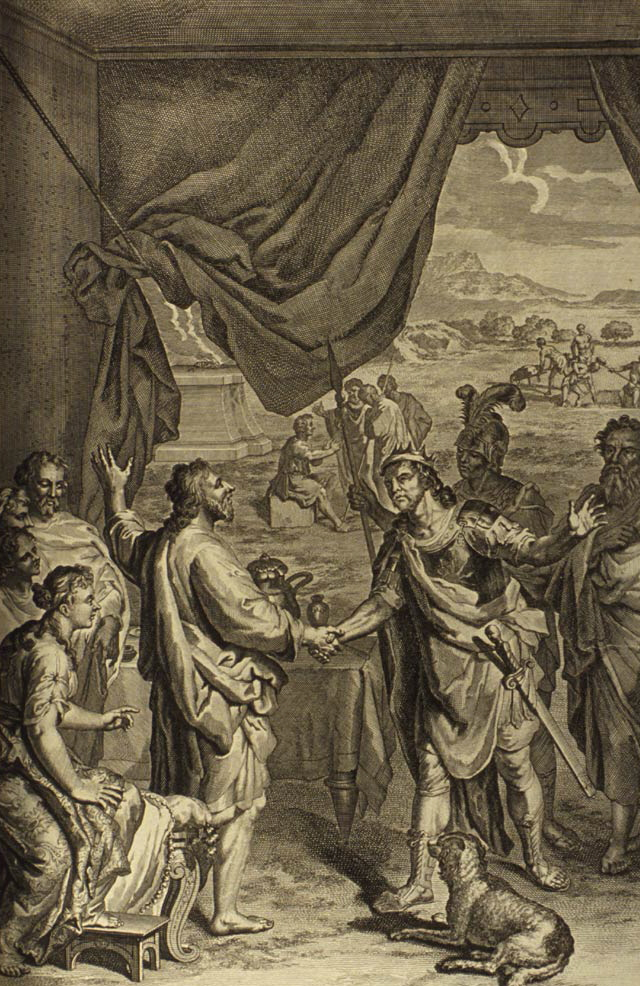
A amizade entre Isaque e Abimeleque. Ilustração de Gérard Hoet, 1728.

Isaque, como seu pai, disse que Rebeca era sua irmã, e a história se repetiu, incluindo novamente a intervenção divina. Houve novamente uma disputa por poços, cujo resultado foi um acordo. Abimeleque, mesmo sendo inimigo de Isaque, procurou manter sua amizade, por ver como Deus o fazia prosperar.